# Seznam španskih astrologov
Seznam španskih astrologov.

## B
- Joannes Martinus Blasius

## C
- Vicente Cassanya

## H
- Abraham Hija

## J
- Etibar Jerkin

## M
- Walter Mercado

## P
- Mauricio Puerta

## S
- Miguel Servet